# Kengo Ishii
Kengo Ishii (石井 謙伍 Ishii Kengo?, nacido el 2 de abril de 1986 en Hokkaido) es un futbolista japonés que se desempeña como centrocampista.

## Trayectoria

### Clubes
| Club                       | País      | Año         |
| -------------------------- | --------- | ----------- |
| Consadole Sapporo          | Japón     | 2005 - 2009 |
| Ehime FC                   | Japón     | 2010 - 2013 |
| Hokkaido Consadole Sapporo | Japón     | 2014 - 2017 |
| Samut Sakhon FC            | Tailandia | 2018 -      |

## Estadística de carrera

### J. League
| Club                       | Año   | J. League | J. League | Copa J. League | Copa J. League | Total | Total |
| Club                       | Año   | Part.     | Goles     | Part.          | Goles          | Part. | Goles |
| -------------------------- | ----- | --------- | --------- | -------------- | -------------- | ----- | ----- |
| Consadole Sapporo          | 2005  | 17        | 1         | -              | -              | 17    | 1     |
| Consadole Sapporo          | 2006  | 37        | 9         | -              | -              | 37    | 9     |
| Consadole Sapporo          | 2007  | 36        | 6         | -              | -              | 36    | 6     |
| Consadole Sapporo          | 2008  | 9         | 0         | 3              | 0              | 12    | 0     |
| Consadole Sapporo          | 2009  | 16        | 1         | -              | -              | 16    | 1     |
| Ehime FC                   | 2010  | 28        | 3         | -              | -              | 28    | 3     |
| Ehime FC                   | 2011  | 32        | 4         | -              | -              | 32    | 4     |
| Ehime FC                   | 2012  | 37        | 6         | -              | -              | 37    | 6     |
| Ehime FC                   | 2013  | 29        | 5         | -              | -              | 29    | 5     |
| Consadole Sapporo          | 2014  | 36        | 3         | -              | -              | 36    | 3     |
| Consadole Sapporo          | 2015  | 14        | 1         | -              | -              | 14    | 1     |
| Hokkaido Consadole Sapporo | 2016  | 27        | 1         | -              | -              | 27    | 1     |
| Hokkaido Consadole Sapporo | 2017  | 4         | 0         | 7              | 0              | 11    | 0     |
| Total                      | Total | 322       | 40        | 10             | 0              | 332   | 40    |

## Palmarés

### Títulos nacionales
| Título    | Club                       | País  | Año  |
| --------- | -------------------------- | ----- | ---- |
| J2 League | Consadole Sapporo          | Japón | 2007 |
| J2 League | Hokkaido Consadole Sapporo | Japón | 2016 |